# Trance (personaggio)
Trance, il cui vero nome è Hope Abbott, è un personaggio dei fumetti creato da Christina Weir e Nunzio DeFilippis (testi e dialoghi), pubblicato dalla Marvel Comics. Apparsa per la prima volta sulle pagine di New X-Men: Academy X n. 12 (giugno 2005), Trance è fra i 27 studenti dello Xavier Institute ad aver mantenuto i poteri dopo la decimazione.

## Biografia del personaggio

### Origini
Allo Xavier Institute, Trance viene scelta come membro dei Paragons sotto la supervisione di Wolfsbane assieme a Pixie, Match e Wolf Cub; quando viene allo scoperto la relazione fra Elixir e la sua tutor che poi decide di lasciare la cattedra, Trance accetta di rimanere in squadra con la nuova coordinatrice Magma.
Dopo la decimazione, è fra i 27 studenti che conservano i poteri e fra i pochi a venire esclusi dalla selezione di Emma Frost per la formazione dei New X-Men; tuttavia le viene permesso di continuare ad addestrarsi nelle tecniche di sopravvivenza e combattimento.

### Alla ricerca di Magik
Assieme agli X-Men, Trance viene catturata da Belasco e portata nel Limbo. Avendo letto la sua scheda e conoscendo i suoi poteri, X-23 la esorta ad utilizzare la sua forma astrale per superare la barriera magica e raggiungere lo Xavier Institute dove avverte Satiro e Surge e chiede aiuto.
Durante Messiah Complex quando il Predatore X attacca l'infermeria dell'istituto, Trance riesce a sfuggirgli assieme agli altri giovani mutanti. Dopo lo scioglimento degli X-Men, viene rimandata a casa.

## Poteri e abilità
Il potere di Trance consiste nella proiezione della propria forma astrale, mentre il corpo cade in una sorta di stato catatonico e la sua coscienza viene completamente trasferita dallo stato materiale a quello evanescente. Questa sua seconda forma è in grado di attraversare barriere sia magiche che elettroniche e di volare.